# Lennep Trinity Lutheran Church

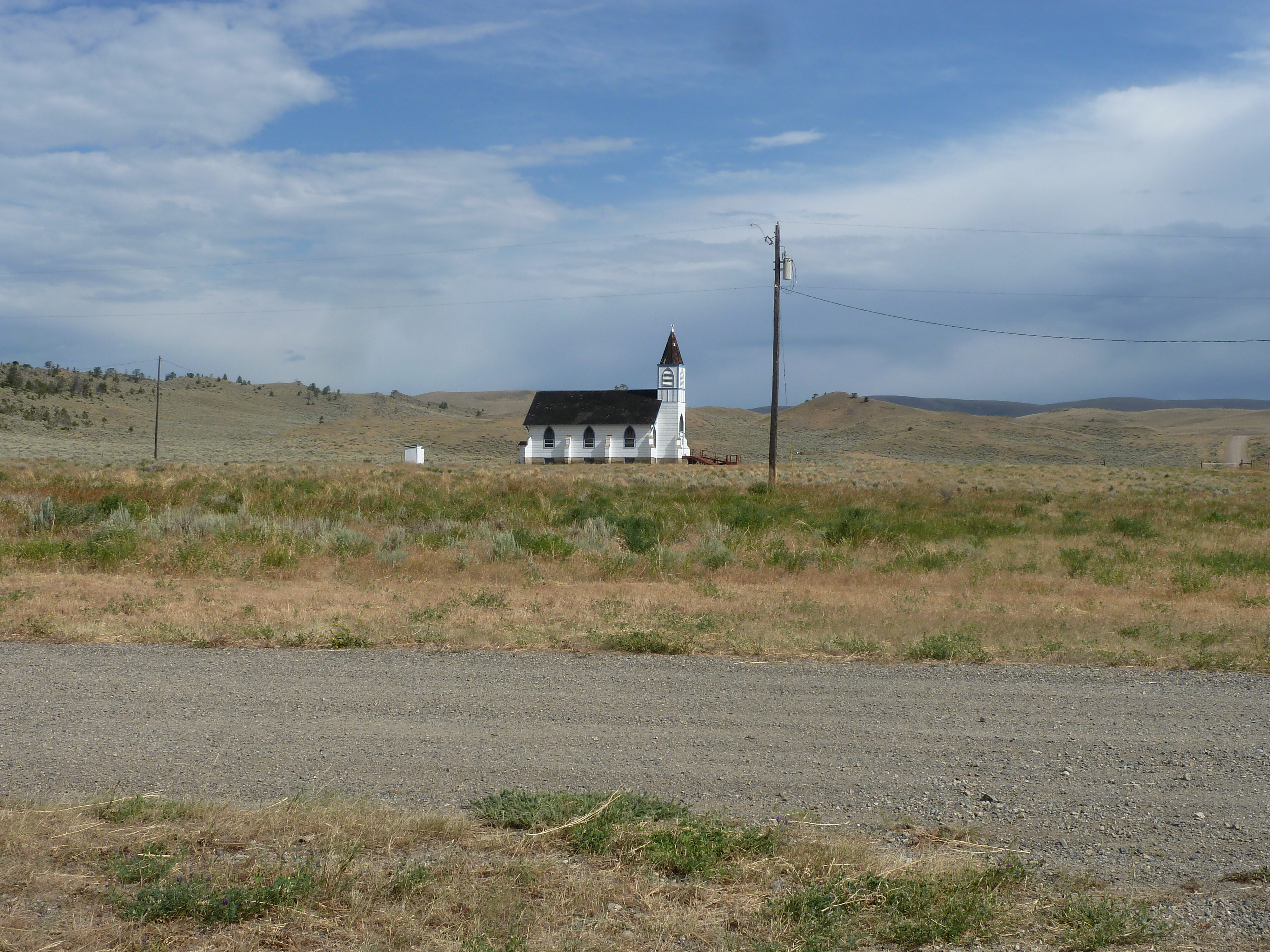
Lennep Trinity Lutheran Church

Die Trinity Lutheran Church ist eine evangelisch-lutherische Pfarrkirche in Lennep (Meagher County) im US-Bundesstaat Montana.

## Geschichte
Trinity Lutheran gilt nach der Melville Lutheran Church als zweitälteste lutherische Kirchengründung Montanas im 19. Jahrhundert. Am 10. Januar 1891 trafen sich aus Norwegen eingewanderte Lutheraner, die im Umfeld der Castle Mountains im Meagher County tätig waren, im Robinson-Silberminenlager zur Formierung einer lutherischen Gemeinde. Am 8. Februar 1891 erhielt die Gemeinde die offizielle Bezeichnung Scandinavian Evangelical Lutheran Trinity Congregation of Meagher County, Montana. Gottesdienste wurden zunächst unregelmäßig in Schulen und Privathäusern abgehalten. 1900 erhielt die Gemeinde ihren festen Sitz in Lennep, das nach der deutschen Ortschaft Lennep im heutigen Nordrhein-Westfalen benannt ist. Entscheidend für die Standortwahl war die Anbindung Lenneps an die Montana Railroad im Gebiet des Musselshell River. Mit der Trinity Lutheran Church konnte schließlich 1914 ein eigenes Kirchengebäude geweiht werden. Die Baukosten betrugen 4300 Dollar. Die Kirchengemeinde bildet einen Pfarrbezirk mit der American Lutheran Church in White Sulphur Springs innerhalb der Evangelisch-Lutherischen Kirche in Amerika.